# تپه سرتختی سنگ سیاه کوچ
تپه سرتختی سنگ سیاه کوچ مربوط به پیش از اسلام است و در شهرستان بیرجند، بخش مرکزی، روستای کوچ واقع شده و این اثر در تاریخ ۷ مهر ۱۳۸۱ با شمارهٔ ثبت ۶۳۶۸ به‌عنوان یکی از آثار ملی ایران به ثبت رسیده است.